# Penetrantia sileni
Penetrantia sileni is een mosdiertjessoort uit de familie van de Penetrantiidae. De wetenschappelijke naam van de soort is voor het eerst geldig gepubliceerd in 1950 door Soule.